# Ichthyotitan
Ichthyotitan este un gen extinct de ihtiozauri gigantici din Triasicul târziu (Rhaetian⁠(d)), cunoscut din Formațiunea Westbury Mudstone din Somerset, Regatul Unit. Se crede că este un șastasaurid⁠(d), extinzând astfel perioada de viață a familiei cu 13 milioane de ani, până la ultimul Triasic. Descoperirea lui Ichthyotitan este considerată drept dovadă că șastasauridele au prosperat până la dispariția lor în evenimentul de extincție Triasic-Jurasic.
Genul conține o singură specie, Ichthyotitan severnensis.